# Prime Show MMA
Prime Show MMA – polska federacja organizująca gale typu freak show fight, założona w 2021 roku z siedzibą we Wrocławiu. Pojedynki toczone są głównie na zasadach MMA, czasami odbywają się w boksie czy kick-boxingu, podczas których walczą celebryci, youtuberzy, raperzy, influencerzy czy inne znane osoby ze świata mediów. Twarzą federacji jest znany celebryta oraz amatorski pięściarz Kasjusz „Don Kasjo” Życiński, a właścicielami są włodarze znani także z innej federacji (Fight Exclusive Night) promującej walki profesjonalistów w MMA i K-1 m.in. Bartosz Szuba oraz Kamil Birka, zaś prezesem jest Tomasz Bezrąk.

## Historia

### Konferencje
Przed każdą galą Prime w ramach promocji wydarzenia odbywają się konferencje prasowe. Wydarzenia o numerach 1-5 były promowane dwoma konferencjami w dwóch różnych terminach. Od szóstej edycji przed galą Prime ma miejsce tylko jeden tego typu program. Każda konferencja składa się z trzech lub czterech ok. godzinnych paneli, podczas jednego panelu występują bohaterowie trzech lub czterech pojedynków.
Początkowo konferencje przed galami Prime prowadził dziennikarz sportowy Michał Cichy. Podczas programów przed galą nr 3 z powodu występu Cichego jako zawodnika na tym wydarzeniu jego funkcje przejęli Wojciech „PapiTV” Scheffs (pierwsza konferencja) i członek Strong Ekipy Konrad Karwat (druga konferencja). Podczas pierwszej konferencji przed Prime 4 na miejscu prowadzącego zasiadł Dominik Abus, a podczas drugiej dołączył do niego powracający po przerwie Cichy. Konferencje przed galą nr 5 zostały poprowadzone przez Adriana Węgierskiego i Michała Cichego, a przed galą Prime 6 przez duet w postaci Artura Przybysza i Jonasza ”Yonaszka” Jóski.

### Gale Prime Show MMA
Prime 1: Zadyma
Pierwsza edycja Prime Show MMA odbyła się 19 lutego 2022 w łódzkiej Atlas Arenie. Walką wieczoru gali było starcie pomiędzy youtuberami, Łukaszem „Kamerzystą” Wawrzyniakiem a Markiem „Kruszwilem” Kruszelem. Walka zakończyła się niezwykle szybkim zwycięstwem „Kamerzysty”. Wawrzyniak potrzebował tylko 13 sekund na znokautowanie „Kruszwila”. Co-Main Eventem był pojedynek bokserski w specjalnych rękawicach meksykańskich, pomiędzy twarzą federacji – Kasjuszem „Don Kasjo” Życińskim oraz aktorem znanym m.in. z paradokumentu Lombard. Życie pod zastaw i zyskującym popularność freak fighterem – Mateuszem „Muranem” Murańskim. Pojedynek zwyciężył bardziej doświadczony „Don Kasjo”. Na gali odbyła się również pierwsza w historii freak fightów walka polityczna. W oktagonie spotkali się znany z kontrowersyjnych wypowiedzi lewicowy aktywista – Jaś Kapela oraz były dziennikarz TVP Info i przedstawiciel prawicy – Ziemowit Piast Kossakowski. Walka ta była największym zaskoczeniem gali, ponieważ skazywany na porażkę przez bukmacherów Kapela zakończył walkę w pierwszej rundzie. Nie małym skandalem było również niepojawienie się na gali Adama Soroko, który miał skrzyżować rękawice ze znanym z programu „Warsaw Shore” – Damianem „Stiflerem” Zduńczykiem. Federacja poinformowała o odwołaniu walki dopiero w momencie, gdy zawodnicy mieli wchodzić do oktagonu. Po tym incydencie na federacje Prime wylała się fala krytyki. W pozostałych walkach Adrian ”Medusa” Salamon pokonał Dawida Narożnego przez poddanie w pierwszej rundzie, Paweł Tyburski pokonał Łukasza Lupę przez TKO w pierwszej rundzie, Aleksandra Okrzesik pokonała Julię ”Queen of the Black” Pelc przez poddanie w pierwszej rundzie, Michał ”Sobota” Sobolewski pokonał Adriana ”Puszbarbera” Salwę przez jednogłośną decyzję sędziów, Sebastian ”Ztrolowany” Nowak pokonał Jakuba ”Heckmana” Rygiela przez TKO w drugiej rundzie, Wiola Kotelecka pokonała Oliwię Sadowską przez TKO w pierwszej rundzie, Dawid ”Ambro” Ambroziak pokonał Adriana Ciosa przez poddanie w pierwszej rundzie, a Sergiusz Zając pokonał Pawła Całkowskiego przez TKO w trzeciej rundzie. W nietypowej walce 2 na 1 górą okazał się Alan Kwieciński, który pokonał Jakuba Lasika przez TKO w pierwszej rundzie i Rafała Pazika przez TKO w drugiej rundzie.
Prime 2: Kosmos
Druga edycja Prime odbyła się 9 lipca 2022 w Gdynia Arenie. Walką wieczoru tego wydarzenia był pojedynek dwóch byłych zawodników KSW: popularnym w ostatnim czasie Północnym Irlandczykiem, Normanem „Storminem” Parke, który walczył w przeszłości również dla federacji UFC i Fame MMA oraz Grzegorzem „Szulim” Szulakowskim. Walkę wygrał faworyzowany przez bukmacherów „Stormin”. Co-Main Eventem drugiej gali Prime była budząca kontrowersje walka celebryty – Damiana „Stiflera” Zduńczyka z potężnym, 150-kilowym zapaśnikiem z Senegalu, Serigne „Bombardierem” Ousmane Dią. Walkę wygrał cięższy o 60 kg Senegalczyk. W walce kobiet, zmierzyły się debiutujące influencerki młodego pokolenia, tik-tokerka – Dominika Rybak pokonała youtuberkę i instagramerkę – Klaudie „Klaudusiek” Kapuśniak w kickboxingu na zasadach K-1. Na gali odbyła się również walka byłego zawodnika KSW – Marcina „Polish Zombie” Wrzoska ze słynnym ochroniarzem „Oszusta z Tindera” – Piotrem „Peterem” Kaluskim. Starcie w formule K-1 wygrał doświadczony „Polish Zombie”. Poza tym ulubieniec kibiców Michał „Bagietka” Gorzelańczyk poddał Jana „Pacia” Pateckiego, kuzyna popularnego „Pateca” z Ekipy. Wokalista disco-polo Konrad „Skolim” Skolimowski rozbił kontrowersyjnego lewicowego aktywistę – Jasia Kapelę. Drugą szansę od organizacji dostał Adam Soroko, który zmierzył się z kojarzonym z „Love Island” Pawłem „Tyborim” Tyburskim w formule K-1 w rękawicach MMA. Tym razem Soroko wyszedł do walki, jednak przegrywając już w pierwszej rundzie przez TKO. W pozostałych walkach Dawid Ambro pokonał Jakuba ”Heckmana” Rygiela przez TKO w pierwszej rundzie, Mateusz ”Milu” Mil pokonał Mikołaja Jędruszczaka przez jednogłośną decyzję sędziów, Sebastian ”Ztrolowany” Nowak pokonał Marcina ”Mielonidasa” Makowskiego przez nokaut w trzeciej rundzie, a Kacper ”Kajmano” Kabara pokonał Szymona ”Goryla” Pilanca przez TKO w pierwszej rundzie..
Prime 3: Street Fighter
Trzecia gala Prime Show MMA odbyła się 1 października 2022 w Radomiu. W walce wieczoru rękawice skrzyżowały influencerka oraz była dziewczyna trapera Czuuxa – Martyna „Pysia” Zbirańska i członkini Natsu World oraz przyjaciółka topowej influencerki Natsu – Paulina Hornik. Walkę wygrała Hornik poprzez TKO w pierwszej rundzie. W co-main evencie w formule bokserskiej zmierzyli się youtuber prowadzący kanał Podróże Wojownika – Piotr Pająk oraz zawodnik KSW – Daniel „Rutek” Rutkowski. Walkę wygrał bardziej doświadczony Rutek. Po main evencie odbył się super fight w budce telefonicznej, bez zasad i bez limitu czasowego. Do budki weszli dwaj patoinfluencerzy, Łukasz „Kamerzysta” Wawrzyniak oraz Jakub Lasik. Po 38 sekundach walka została przerwana na korzyść Wawrzyniaka. Kolejni patoyoutuberzy – Bagietka i Robalini zmierzyli się w kolejnym pojedynku bez zasad. Walkę wygrał ten pierwszy, poprzez duszenie rywala na początku pierwszej odsłony rundowej. W walce kobiet zmierzyły się dwie influencerki – Dagmara Szewczyk oraz znana z poprzedniej gali Dominika Rybak. Walkę po 3 rundach zwyciężyła ta druga, dopisując tym samym drugie zwycięstwo do rekordu. W walce debiutantów Kuba ”Kubaoxo” Armada pokonał Iliya ”McKsiąże” Dzhybladze przez TKO w rundzie pierwszej. Swoje kolejne zwycięstwo w federacji zanotował Sebastian „Ztrolowany” Nowak, który pokonał Macieja Rataja przez jednogłośną decyzję sędziów. W starciu niskorosłych Maciej ”Big Jack” Jarema pokonał Jana ”Little Johnyy” Kempistego przez jednogłośną decyzję sędziów. Pierwsze zwycięstwo w karierze freak-fightowej odniósł Mikołaj ”Vandal” Rdzanek, który pokonał Tomasza Olejnika przez TKO w pierwszej rundzie. W pierwszej walce kobiet Magdalena „Maluba” Lubacz pokonała Wiolę Kotelecką przez jednogłośną decyzję sędziów. Z kolei Michał Cichy niespodziewanie pokonał faworyzowanego Adriana Ciosa po jednogłośnej decyzji sędziów. Galę zainaugurowała walką doświadczonego Kacpra ”Kajmano” Kabary z Mateuszem ”Tarzan” Leśniakiem. Pojedynek wygrał ”Kajmano” przez TKO w rundzie trzeciej. 
Prime 4: Królestwo
Czwarta edycja Prime miała miejsce 26 listopada 2022 w szczecińskiej Netto Arenie. W main evencie na zasadach bokserskich zmierzyli się medialny włodarz i amatorski bokser Kasjusz „Don Kasjo” Życiński oraz raper Paweł „Popek” Mikołajuw. Walkę wygrał bardziej doświadczony w tej formule Don Kasjo, przez techniczny nokaut w 2. rundzie. W trakcie gali odbyły się dwa co-main eventy. W trakcie pierwszego, w formule kick-bokserskiej na zasadach K-1 rękawice Kamila „Zusje” Smogulecka już po 64 sekundach wygrała z Moniką „Esmeraldą” Godlewską przez TKO w 1. rundzie. Za to w drugim youtuber Łukasz „Kamerzysta” Wawrzyniak równie szybko rozprawił się ze streamerem Michałem „Bagietą” Gorzelańczykiem w boksie w małych rękawicach. W pozostałych walkach m.in. były mistrz KSW Artur „Kornik” Sowiński pokonał syna słynnego trenera Mirosława Oknińskiego - Adama Oknińskiego jednogłośną decyzją sędziowską po pełnym dystansie walki, była mistrzyni WBC Ewa Piątkowska w swoim debiucie w formule MMA wypunktowała Annę Andrzejewską, a znany z filmów Kamerzysty i Kruszwila Tomek Olejnik dopisał pierwsze zwycięstwo do swojego rekordu pokonując streamera Patryka „Robaliniego” Śliwę. Na tej gali doszło również do zaległego pojedynku z pierwszej gali, pomiędzy Adamem Soroko a Damianem ”Stiflerem” Zduńczykiem. Zwycięzcą został ten pierwszy, przez TKO w 1. rundzie.
Prime 5: Don Kasjo vs. Zadora
Piąta edycja Prime odbyła się w sobotę 1 lipca 2023 roku we wrocławskiej Hali Orbita. W walce wieczoru na zasadach bokserskich w małych rękawicach zmierzyli się medialny włodarz federacji i amatorski bokser Kasjusz „Don Kasjo” Życiński oraz kick-bokser znany ze swoich występów w FEN i DSF Kickboxing Challenge – Dominik „Japoński Drwal” Zadora. Walkę zwyciężył Zadora, który w trzeciej rundzie trzykrotnie posłał „Don Kasjo” na deski. Przy trzecim nokdaunie sędzia przerwał pojedynek. W trakcie gali odbyły się dwa co-main eventy. W trakcie pierwszego, w formule boksu birmańskiego Paweł „Prezes FEN” Jóźwiak pokonał przez jednogłośną decyzję sędziów Jacka „Murana” Murańskiego. Za to w drugim streamer i youtuber Michał „Bagieta” Gorzelańczyk rozprawił się z lewicowym aktywistą Jasiem Kapelą, pokonując go po drugiej rundzie (Kapela odmówił wyjścia do trzeciej rundy). Pomiędzy co-main eventami swój głośny internetowy konflikt mieli wyjaśnić w klatce Łukasz „Magical Jr” Malankowski oraz Adrian Cios. Na kilka minut przed walką Adrian Cios jak możemy przeczytać w oficjalnym oświadczeniu federacji, postanowił renegocjować warunki kontraktu, mimo podpisanej umowy. Cios poinformował, że nie wyjdzie do pojedynku, jeśli nie zostaną wprowadzone zmiany w umowie i tak też się stało. W pozostałych ważniejszych pojedynkach Paweł Jóźwiak, wychodząc po raz drugi do klatki po wygranej nad Murańskim pokonał w 1. rundzie Ernesta „Reda” Ivandę, a w walce kobieta vs. mężczyzna triumfowała Ewa Piątkowska, która jednogłośną decyzją pokonała na zasadach bokserskich Adriana „Puszbarbera” Salwę..
Prime 6: Premium
Szósta edycja Prime, zatytułowana Premium odbyła się 21 października 2023 roku w Arenie Toruń. W walce wieczoru w boksie w małych rękawicach zmierzyli się Kasjusz „Don Kasjo” Życiński oraz Paweł „Księżniczka” Tyburski. Pojedynek zakończył się w drugiej rundzie przez niezdolność Życińskiego do kontynuowania walki. Tym samym medialny włodarz Prime odniósł swoją drugą porażkę z rzędu. W co-main evencie Jacek „Muran” Murański zwyciężył pierwszy pojedynek w karierze, błyskawicznie pokonując absolutnego debiutanta w sportach walki, Macieja „Starego Wiewióra” Wiewiórkę przez techniczny nokaut. Mateusz „Tarzan” Leśniak pokonał w pierwszej rundzie przez powracającego po rocznej przerwie do oktagonu Prime Adama Soroko. Na gali doszło również do nietypowej walki w formule dwóch na jednego. W pierwszej drużynie walczyli Dawid „Ambro” Ambroziak i Dominik Skowyra, a przeciwko nim Alexander „TheBestia” Gross i Grzegorz „Hellboy” Głuszcz. Starcie to zakończyło się zwycięstwem pierwszej dwójki. Michał „Bagieta” Gorzelańczyk szybko rozprawił się z Tomaszem Olejnikiem, który wszedł na zastępstwo zaledwie tydzień przed galą. Były zawodnik KSW Grzegorz „Szuli” Szulakowski odniósł swoje drugie zwycięstwo w federacji Prime, pokonując w formule bokserskiej Rafała Jackiewicza.
Prime 7: Prezes FEN vs. Muran 2
Siódma edycja Prime odbyła się 13 stycznia 2024 w Hali Widowiskowo-Sportowej w Koszalinie. W walce wieczoru Jacek „Muran” Murański pokonał w rewanżowym starciu w formule bokserskiej w małych rękawicach Pawła „Prezesa FEN” Jóźwiaka przez niejednomyślną decyzję sędziów. W co-main evencie miało dojść do pojedynku Kasjusza „Don Kasjo” Życińskiego z Adamem Soroko. Niestety drugi z wymienionych zawodników doznał podczas treningu przed walką kontuzji nogi i walka się nie odbyła. W walce zamykającej kartę główną Erko Jun znokautował w 57. sekundzie pierwszej rundy Pawła „Trybsona” Trybałę. W 10. pojedynku Natan „Bóg Estetyki” Marcoń pokonał Michała „Bagietę” Gorzelańczyka przez TKO (3 knockdowny) w rundzie pierwszej. W 9. walce Bernadeta „Bouncing Betty” Urbańska pokonała gwiazdę filmów dla dorosłych Patrycję „Natalie Wayne” Przytułę przez TKO w rundzie pierwszej. W 8. pojedynku Michał „Bagieta” Gorzelańczyk pokonał w rewanżowym starciu Jana „Jasia” Kapelę przez jednogłośną decyzję sędziów. W 7. starciu Andrzej „Żurom” Żuromski pokonał w rewanżowej walce Tomasza „Chica” Galewskiego w pierwszej rundzie przez niezdolność rywala do dalszej walki z powodu kontuzji. W 6. walce Patryk „Wielki Bu” Masiak pokonał dwóch ochroniarzy Prime przez podwójny nokaut w pierwszej rundzie. W 5. walce Dawid „Ambro” Ambroziak pokonał w formule bokserskiej w małych rękawicach Grzegorza „Hellboya” Głuszcza przez jednogłośną decyzję sędziów. W 4. walce Michał Cichy pokonał Marka Jówko przez TKO w 31. sekundzie pierwszej rundy. Trzy pozostałe walki odbyły się w zorganizowanym turnieju 2 kontra 2. W pierwszym półfinale Adrian „Puszbarber” Salwa i Tomasz Olejnik pokonali Huberta „Dredziastego” Wężkę i Macieja „Starego Wiewióra” Wiewiórkę. W drugim półfinale lepsi okazali się Łukasz „Magical Jr.” Malankowski i Dawid Haras, którzy pokonali Jakuba Lasika i Ronaldo „Czarnego Polaka” Mirandę. Finał zwyciężył Adrian „Puszbarber” Salwa.
Prime 8: Zadyma 2.0
Ósma edycja Prime odbyła się 13 kwietnia 2024 w studiu Polsatu w Warszawie. Pierwotnie planowano, by to wydarzenie odbyło się w Arenie Gorzów w Gorzowie Wielkopolskim, jednak przez udział Łukasza „Kamerzysty” Wawrzyniaka właściciele miasta postanowiły anulować pozwolenie na zorganizowanie gali w tym mieście. W walce wieczoru Kasjusz „Don Kasjo” Życiński zmierzył się z aktorem oraz freak fighterem, Arkadiuszem Tańculą. Pojedynek zakończył się jednogłośnym zwycięstwem „Don Kasjo”. Zaś w drugiej walce wieczoru Dariusz „Daro Lew” Kaźmierczuk pokonał Michała „Bagietę” Gorzelańczyka przez nokaut w rundzie pierwszej. W karcie głównej doszło do ośmiu pojedynków. Paweł „Prezes” Jóźwiak pokonał przez TKO w drugiej rundzie Jakuba „Japczana” Piotrowicza.Jakub „Paramaxil” Frączek pokonał Tomasza Olejnika przez TKO w rundzie pierwszej. Zwycięsko ze swojego pojedynku wyszedł również Maciej „Kaczor BRS” Kaczmar, który w drugiej rundzie przez TKO pokonał Jasia Kapelę. W starciu Dominik Skowyra kontra Krystian „Krycha” Wilczak lepszy okazał się Skowyra, który wygrał przez jednogłośną decyzję sędziów. W walce 2 na 2 kobiet lepsza okazała się para Sandra Smoroń i Aleksandra Daniel, które pokonały Paulinę Porzucek i Klaudię Szponar przez TKO. Żadnych szans rywalowi nie dał Przemysław „Kolar” Kolarczyk, który pokonał w pierwszej rundzie przez TKO Jakuba Lasika. Damian „Dzik” Graf pokonał Tomasza „Chica” Galewskiego przez TKO w rundzie drugiej. W walce kobiet debiutująca Katarzyna Kubiak pokonała Wiolę Kotelecką przez jednogłośną decyzję sędziów. Na gali odbył się też turniej gladiatorów, który wygrał Rafał Pazik.
Prime 9: Magical vs. Kraken
Dziewiąta edycja Prime odbyła się 3 sierpnia 2024 we wrocławskiej Hali Orbita. Gala zaczęła się od dwóch pojedynków w formule K-1 w małych rękawicach. Damian "The Karpi" Kasprzak pokonał w pierwszej rundzie przez nokaut Dawida "Ambro" Ambroziaka, a Erwin Burzyński pokonał przez TKO (kontuzja) Jakuba "Jaya" Wiśniewskiego. Następnie doszło do walk z karty głównej. Mateusz "Mati MMA" Szczepaniak pokonał Łukasza "Magicala Jr" Malankowskiego przez nokaut w rundzie trzeciej. W pierwszym starciu kobiet zwyciężyła Karolina "Zupeczka" Gackowska, pokonując jednogłośną decyzją sędziów Ewę "Kleo" Brodnicką. W drugim pojedynku kobiet Katarzyna "Laluna" Lirsz pokonała przez jednogłośną decyzję sędziów Wiolę Kotelecką. W pierwszej walce w formule MMA Mateusz "Mavs" Szczypior pokonał Jakuba "Paramaxila" Frączka przez nokaut w rundzie pierwszej. W ostatnim starciu kobiet Małgorzata "Gocha" Zwierzyńska pokonała Anetę "Mamę Mopsa" Bronowicz przez jednogłośną decyzję sędziów. W drugiej walce w formule MMA Kamil "Taazy" Mataczyński pokonał Roberta "Sutonatora" Pasuta przez jednogłośną decyzję sędziów. W co-main evencie Maciej "Kaczor BRS" Kaczmar pokonał Marcina "Rafonixa" Krasuckiego przez TKO w rundzie trzeciej. W main evencie Natan "Kraken" Marcoń pokonał Daniela "Magicala" Zwierzyńskiego przez TKO po pierwszej rundzie. W trakcie głównych walk odbywał się również turniej w formule K-1 w małych rękawicach. W pierwszym półfinale Mateusz "Mister Matii" Górski pokonał Ronaldo "Czarnego Polaka" Mirandę przez TKO w pierwszej rundzie. Drugi półfinał zakończył się zwycięstwem Damiana "The Karpi" Kasprzaka, który pokonał przez jednogłośną decyzję sędziów Patryka "Iriona" Pieńczykowskiego. Finał został przeniesiony na kolejną edycję Prime z powodu kontuzji obu zawodników w półfinałach. 
Prime 10: Rafonix vs. Magical 2
Dziesiąta edycja Prime odbyła się 26 października 2024 w Hali sportowo-widowiskowej KSZO w Ostrowcu Świętokrzyskim. W pierwszej walce w ramach zaległego turnieju K-1 z Prime MMA 9 Damian "The Karpi" Kasprzak pokonał Mateusza "Mister Matii" Górskiego przez TKO w rundzie pierwszej. W drugim pojedynku Cezary Oleksiejczuk pokonał Piotra Strusa przez nokaut w rundzie pierwszej. Trzeci pojedynek zakończył się zwycięstwem Jessici Kusz, która pokonała Annę "IFBB Pro" Andrzejewską przez TKO w rundzie drugiej. Starcie każdy na każdego zakończyło się zwycięstwem Daniela "Dags" Szwaby, który w finale pokonał Hubera Dajczmana przez TKO. W kolejnej walce Krzysztof Ryta pokonał Dominika Zadorę przez niejednogłośną decyzję sędziów. Przez jednogłośną decyzję zakończył się pojedynek Filipa "Filipka" Marcinka, który pokonał Adriana Ciosa. W drugiej walce kobiet Marianna Schreiber pokonała Małgorzatę "Gocha Magical" Zwierzyńską przez faul (rzut butelką w Schreiber z narożnika Gochy Magical) w rundzie pierwszej. Następnie Alan Kwieciński pokonał Bartosza Szachtę przez poddanie (duszenie) w rundzie pierwszej. W co-main evencie Kamil "Taazy" Mataczyński pokonał Kasjusza "Don Kasjo" Życińskiego przez jednogłośną decyzję sędziów. W main evencie Daniel "Magical" Zwierzyński pokonał Marcina "Rafonixa" Krasuckiego przez TKO (kontuzja) po pierwszej rundzie.
Prime 11: Wrzosek vs. Don Kasjo 2
Jedenasta edycja Prime odbyła się 11 stycznia 2025 w Arenie Ostrów w Ostrowie Wielkopolskim. W pierwszym pojedynku Cezary Oleksiejczuk pokonał Marcina Naruszczkę przez TKO w rundzie pierwszej. W drugim starciu Grzegorz "Hellboy" Głuszcz pokonał Mateusza "Mavsa" Szczypiora przez KO w rundzie trzeciej. W trzeciej walce Patryk "Black Panther" Akinyeye pokonał Jarosława "Ninję" Sobonkiewicza przez KO w rundzie pierwszej. W czwartej walce Karolina "Stwoichs" Dziak pokonała Magdalenę Loskot przez TKO w rundzie pierwszej. W piątym pojedynku Ewa Brodnicka pokonała Karolinę i Paulinę Porzucek przez jednogłośną decyzję sędziów. W szóstej walce Patryk "Robalini" Śliwa i Jaś Kapela pokonali Daniela "Dagsa" Szwabę przez TKO w rundzie pierwszej. W siódmym pojedynku Bartosz Szachta pokonał Adama Soroko przez KO w rundzie pierwszej. W ósmej walce Dominik Zadora pokonał Jacka Murańskiego i Krzysztofa Rytę przez jednogłośną decyzję sędziów. W dziewiątym pojedynku Arkadiusz Tańcula pokonał Pawła Jóźwiaka przez jednogłośną decyzję sędziów. W walce wieczoru Marcin Wrzosek pokonał Kasjusza "Don Kasjo" Życińskiego przez jednogłośną decyzję sędziów.
Prime 12: Muran vs. Kraken
Dwunasta edycja Prime odbyła się 17 maja 2025 w studiu Polsatu w Warszawie. Pierwotnie wydarzenie miało się odbyć w Arenie Toruń, jednak umowa na organizację wydarzenia w tym mieście została rozwiązana. Powodem tego były niewypełnione przez organizatora wszystkie warunki umowy. Następnie planowano, by wydarzenie odbyło się w Radomskim Centrum Sportu, jednak niedługo później po ogłoszeniu tej lokalizacji prezydent Radomia wypowiedział umowę federacji, zważając na panujące tam kontrowersje, między innymi prezentowanie postaw ksenofobicznych i szerzenie mowy nienawiści. Podczas walki wieczoru tego wydarzenia Natan „Kraken” Marcoń niejednogłośnie na punkty pokonał Jacka „Murana” Murańskiego. W drugiej walce wieczoru Kamil „Taazy” Mataczyński zwyciężył w nietypowej walce z dwunastoma rywalami.
Prime 13: Taazy vs. Tańcula
Trzynasta edycja Prime odbyła się 5 lipca 2025 we wrocławskiej Hali Orbita. W walce wieczoru Kamil „Taazy" Mataczyński pokonał Arkadiusza Tańculę przez poddanie (duszenie zza pleców) w 3 rundzie. Zaś w drugiej walce wieczoru Paweł „Dalton” Dawidowicz zwyciężył przez techniczny nokaut (trzy nokdauny) w drugiej rundzie z Markiem „Kirimasu” Jówko.
Prime 14
Czternasta edycja Prime, zatyłowana „Nowe rozdanie”, odbędzie się 11 października 2025 w Hali CKiS w Pruszkowie.

## Lista gal i rozpiska
| Nr | Gala                                    | Data                 | Miejsce                                                 | Frekwencja widowni (przybliżona) | Transmisja                                                     |
| -- | --------------------------------------- | -------------------- | ------------------------------------------------------- | -------------------------------- | -------------------------------------------------------------- |
| 1  | Prime 1: Zadyma                         | 19 lutego 2022       | Łódź, Atlas Arena                                       | 4000 widzów                      | primemma.tv – PPV                                              |
| 2  | Prime 2: Kosmos                         | 9 lipca 2022         | Gdynia, Gdynia Arena                                    | 4000 widzów                      | primemma.tv – PPV, Polsat Box PPV, Polsat Box Go PPV, WP Pilot |
| 3  | Prime 3: Street Fighter                 | 1 października 2022  | Radom, Radomskie Centrum Sportu                         | 4000 widzów                      | primemma.tv – PPV, Polsat Box PPV, Polsat Box Go PPV, WP Pilot |
| 4  | Prime 4: Królestwo                      | 26 listopada 2022    | Szczecin, Netto Arena                                   | 5500 widzów                      | primemma.tv – PPV, Polsat Box PPV, Polsat Box Go PPV, WP Pilot |
| 5  | Prime 5: Don Kasjo vs. Zadora           | 1 lipca 2023         | Wrocław, Hala „Orbita”                                  | 4000 widzów                      | primemma.tv – PPV                                              |
| 6  | Prime 6: Premium                        | 21 października 2023 | Toruń, Arena Toruń                                      | 4500 widzów                      | primemma.tv – PPV                                              |
| 7  | Prime 7: Prezes FEN vs. Muran 2         | 13 stycznia 2024     | Koszalin, Hala Widowiskowo-Sportowa                     | 3500 widzów                      | primemma.tv – PPV                                              |
| 8  | Prime 8: Zadyma 2.0                     | 13 kwietnia 2024     | Warszawa, Studio Łubinowa 2400                          | 900 widzów                       | primemma.tv – PPV                                              |
| 9  | Prime 9: Magical vs. Kraken             | 3 sierpnia 2024      | Wrocław, Hala „Orbita”                                  | 4000 widzów                      | primemma.tv – PPV                                              |
| 10 | Prime 10: Rafonix vs. Magical 2         | 26 października 2024 | Ostrowiec Świętokrzyski, Hala sportowo-widowiskowa KSZO | 3000 widzów                      | primemma.tv – PPV                                              |
| 11 | Prime 11: Don Kasjo vs. Polish Zombie 2 | 11 stycznia 2025     | Ostrów Wielkopolski, Arena Ostrów                       | 3000 widzów                      | primemma.tv – PPV                                              |
| 12 | Prime 12: Muran vs. Kraken              | 17 maja 2025         | Warszawa, Studio Łubinowa 2400                          | 300 widzów                       | primemma.tv – PPV                                              |
| 13 | Prime 13: Taazy vs. Tańcula             | 5 lipca 2025         | Wrocław, Hala „Orbita”                                  | 4000 widzów                      | primemma.tv – PPV                                              |
| 14 | Prime 14: Nowe rozdanie                 | 11 października 2025 | Pruszków, Hala CKiS                                     |                                  | primemma.tv – PPV                                              |

## Wyniki gal Prime Show MMA

### Prime 1: Zadyma
- Walka w kategorii open: (Main Event)  Marek „Kruszwil” Kruszel –  Łukasz „Kamerzysta” Wawrzyniak

Zwycięstwo Kamerzysty przez KO w 1 rundzie
- Walka w kategorii ciężkiej: (Co-Main Event, Boks)  Kasjusz „Don Kasjo” Życiński –  Mateusz „Muran” Murański

Zwycięstwo Don Kasjo przez jednogłośną decyzję sędziów po 4 rundach
- Walka w kategorii półciężkiej:  Adrian „Medusa” Salamon –  Dawid Narożny

Zwycięstwo Medusy przez poddanie (duszenie zza pleców) w 1 rundzie
- Walka w limicie umownym -64 kg:  Jan „Jaś Kapela” Kapela –  Ziemowit Piast Kossakowski

Zwycięstwo Jasia Kapeli przez TKO w 1 rundzie
- Walka w kategorii ciężkiej:  Paweł „Tybori” Tyburski –  Łukasz Lupa

Zwycięstwo Tyboriego przez TKO w 1 rundzie
- Walka kobiet w kategorii muszej:  Julia „Queen of the Black” Pelc –  Aleksandra Okrzesik

Zwycięstwo Okrzesik przez poddanie (duszenie zza pleców) w 1 rundzie
- Walka w kategorii open: (Boks)  Michał „Sobota” Sobolewski –  Adrian „Puszbarber” Salwa

Zwycięstwo Soboty przez jednogłośną decyzję sędziów po 3 rundach
- Walka w kategorii open: (Kick-boxing/K-1, 2 vs.1)  Rafał Pazik  Jakub Lasik –  Alan „Alanik” Kwieciński

Zwycięstwo Alanika przez KO w 1 rundzie z Lasikiem i w 2 rundzie z Pazikiem
- Walka w kategorii superciężkiej:  Sebastian „Ztrolowany” Nowak –  Jakub „HeCmAn” Rygiel

Zwycięstwo Ztrolowanego przez KO w 2 rundzie
- Walka kobiet w kategorii open:  Wioletta „Wiolka” Kotelecka –  Oliwia Sadkowska

Zwycięstwo Wiolki przez TKO w 1 rundzie
- Walka w kategorii open:  Dawid „Ambro” Ambroziak –  Adrian Cios

Zwycięstwo Ambra przez poddanie (duszenie zza pleców) w 1 rundzie
- Walka w kategorii ciężkiej:  Paweł Całkowski –  Sergiusz Zając

Zwycięstwo Zająca przez TKO w 3 rundzie
:

### Prime 2: Kosmos
- Walka w limicie umownym 80 kg: (Main Event)  Norman „Stormin” Parke –  Grzegorz „Szuli” Szulakowski

Zwycięstwo Stormina przez jednogłośną decyzję sędziów
- Walka w kategorii open: (Co-Main Event)  Damian „Stifler” Zduńczyk –  Serigne „Bombardier” Ousmane Dia

Zwycięstwo Bombardiera przez TKO w 1. rundzie
- Walka kobiet w kategorii open: (Kick-boxing/K-1 w małych rękawicach MMA)  Dominika Rybak –  Klaudia „Klaudusiek” Kapuśniak

Zwycięstwo Rybak przez TKO w 2. rundzie
- Walka w kategorii open: (Kick-boxing/K-1)  Marcin „Polish Zombie” Wrzosek –  Piotr „Peter” Kaluski

Zwycięstwo Polish Zombie przez TKO w 2 rundzie
- Walka w kategorii ciężkiej: (Kick-boxing/K-1 w małych rękawicach MMA)  Paweł „Tybori” Tyburski –  Adam Soroko

Zwycięstwo Tyboriego przez TKO w 1 rundzie
- Walka w kategorii średniej:  Michał „Bagietka” Gorzelańczyk –  Jan „Pacio” Patecki

Zwycięstwo Bagietki przez poddanie (duszenie zza pleców) w 1 rundzie
- Walka w limicie umownym 69 kg:  Jan „Jaś Kapela” Kapela –  Konrad „Skolim” Skolimowski

Zwycięstwo Skolima przez TKO w 2 rundzie
- Walka w kategorii open: (Kick-boxing/K-1 w małych rękawicach MMA)  Maciej Rataj –  Mikołaj „Vandal” Rdzanek

Zwycięstwo Rataja przez większościową decyzje sędziów
- Walka w kategorii open: (Boks)  Dawid „Ambro” Ambrodziak –  Jakub „Hecman” Rygiel

Zwycięstwo Ambra przez TKO (przerwanie lekarskie) w 1 rundzie
- Walka w kategorii półśredniej:  Mateusz „Milu” Mil –  Mikołaj Jędruszczak

Zwycięstwo Mila przez jednogłośną decyzję sędziów po 3 rundach
- Walka w kategorii ciężkiej:  Sebastian „Ztrolowany” Nowak –  Marcin „Mielonidas” Makowski

Zwycięstwo Ztrolowanego przez KO w 3 rundzie
- Walka w kategorii ciężkiej: (Boks w małych rękawicach MMA)  Szymon „Goryl” Pilanc –  Kacper „Kajmano” Kabara

Zwycięstwo Kajmana przez TKO w 1 rundzie
:

### Prime 3: Street Fighter
- Walka w kategorii półśredniej: (Specjalne zasady: Bez limitu czasowego, W budce telefonicznej, Extra Fight)  Łukasz „Kamerzysta” Wawrzyniak –  Jakub Lasik

Zwycięstwo Kamerzysty przez TKO (trzykrotne liczenie) po 38 sekundach w 1 rundzie
- Walka kobiet w kategorii koguciej: (Main Event) Paulina Hornik –   Martyna „Pysia” Zbirańska

Zwycięstwo Hornik przez TKO (ciosy pięściami w parterze) w 1 rundzie
- Walka w kategorii open: (Co-Main Event, Boks)  Daniel „Rutek” Rutkowski –  Piotr Pająk

Zwycięstwo Rutka przez jednogłośną decyzję sędziów po 4 rundach
- Walka w kategorii open: (Specjalne zasady: No Rules: Dozwolone uderzenia głową, łokcie, stompy, soccer kicki oraz kolana w głowę w parterze)  Patryk „Robalini” Śliwa –  Michał „Bagietka” Gorzelańczyk

Zwycięstwo Bagietki przez poddanie (duszenie zza pleców) w 2 rundzie
- Walka kobiet w kategorii koguciej:  Dagmara Szewczyk –  Dominika Rybak

Zwycięstwo Rybak przez jednogłośną decyzję sędziów po 3 rundach
- Walka w kategorii open: (Kick-boxing/K-1 w małych rękawicach MMA)  Iliya „McKsiąże” Dzhybladze –  Jakub „Kubaoxo” Armada

Zwycięstwo Kubyoxo przez TKO (ciosy pięściami) w 1 rundzie
- Walka w umownym limicie 105 kg:  Sebastian „Ztrolowany” Nowak –  Maciej Rataj

Zwycięstwo Ztrolowanego przez jednogłośną decyzję sędziów po 3 rundach
- Walka niskorosłych w kategorii open:   Maciej „Big Jack” Jarema –  Jan „Little Johnny” Kempisty

Zwycięstwo Big Jacka przez jednogłośną decyzję sędziów po 3 rundach
- Walka w kategorii open: (Kick-boxing/K-1)  Mikołaj „Vandal” Rdzanek –  Tomasz Olejnik

Zwycięstwo Vandala przez TKO (trzykrotne liczenie po nokdaunach) w 1 rundzie
- Walka kobiet w kategorii lekkiej:  Magdalena „Maluba” Lubacz –  Wioletta „Wiolka” Kotelecka

Zwycięstwo Maluby przez jednogłośną decyzję sędziów po 3 rundach
- Walka w umownym limicie 80 kg:  Adrian Cios –  Michał Cichy

Zwycięstwo Cichego przez jednogłośną decyzję sędziów po 3 rundach
- Walka w kategorii ciężkiej:  Kacper „Kajmano” Kabara –  Mateusz „Tarzan” Leśniak

Zwycięstwo Kajmano przez TKO (niskie kopnięcia) w 3 rundzie
:

### Prime 4: Królestwo
- Walka o „pas Króla” w kategorii ciężkiej: (Main Event, Boks w meksykańskich rękawicach)  Kasjusz „Don Kasjo” Życiński –  Paweł „Popek Monster” Mikołajuw

Zwycięstwo Don Kasjo przez TKO (niezdolność do kontynuowania walki po 1 nokdaunie) w 2 rundzie
- Walka kobiet w kategorii open: (Co-Main Event, Kick-boxing/K-1 w małych rękawicach MMA)  Kamila „Zusje” Smogulecka –  Monika „Esmeralda” Godlewska

Zwycięstwo Zusje przez TKO (niezdolność do kontynuowania walki po 2 nokdaunie) w 1 rundzie
- Walka w limicie umownym -75 kg: (Co-Main Event, Boks w rękawicach MMA, Specjalne zasady: Bagietka może trzykrotnie uderzyć Kamerzystę kopnięciem, lecz nie może kopać w głowę) Michał „Bagietka” Gorzelańczyk –  Łukasz „Kamerzysta” Wawrzyniak

Zwycięstwo Kamerzysty przez TKO (trzykrotne liczenie po nokdaunach) w 1 rundzie
- Walka w kategorii open:  Artur „Kornik” Sowiński –  Adam „Młody Łowca Skór” Okniński

Zwycięstwo Kornika przez jednogłośną decyzję sędziów po 3 rundach
- Walka w kategorii ciężkiej:  Adam Soroko –  Damian „Stifler” Zduńczyk

Zwycięstwo Soroko przez TKO (ciosy pięściami w parterze) w 1 rundzie
- Walka kobiet w limicie umownym 60 kg:  Ewa Piątkowska –  Anna „Anna IFBB PRO” Andrzejewska

Zwycięstwo Piątkowskiej przez jednogłośną decyzję sędziów po 3 rundach
- Walka w kategorii open: (No Rules)  Patryk „Robalini” Śliwa –  Tomasz Olejnik

Zwycięstwo Olejnika przez TKO (ciosy pięściami w parterze) w 1 rundzie
- Walka w kategorii półśredniej:  Konrad „Skolim” Skolimowski –  Emilian „Księciunio” Bayer

Zwycięstwo Skolima przez TKO (ciosy pięściami w parterze) w 1 rundzie
- Walka w kategorii superciężkiej:  Piotr „Peter” Kałuski –  Rafał „Sportowy Świr” Gawron

Zwycięstwo Petera przez TKO (ciosy pięściami) w 2 rundzie
- Walka w kategorii półśredniej:  Aleksandr „Sasha” Muzheiko –  Adrian Cios

Zwycięstwo Sashy przez TKO (latające kolano i ciosy pięściami w parterze) w 1 rundzie

### Prime 5: Don Kasjo vs. Zadora
- Walka o „pas Króla” w kategorii ciężkiej : (Main Event, Boks w małych rękawicach MMA)  Kasjusz „Don Kasjo” Życiński –  Dominik „Japoński Drwal” Zadora

Zwycięstwo Japońskiego Drwala przez TKO (ciosy pięściami) w 3 rundzie
- Walka w kategorii open: (Super Fight)  Paweł „Prezes FEN” Jóźwiak –  Ernest „Red” Ivanda

Zwycięstwo Prezesa FEN przez TKO (ciosy pięściami w parterze) w 1 rundzie
- Walka w kategorii lekkiej: (Co-Main Event)  Michał „Bagietka” Gorzelańczyk –  Jan „Jaś Kapela” Kapela

Zwycięstwo Bagietki przez TKO (rezygnacja Kapeli z kontynuowania walki) po 2 rundzie
- Walka w kategorii ciężkiej: (Co-Main Event, Specjalne zasady: walka w parterze maksymalnie 20 sekund, nie wolno obalać wchodząc w nogi, dozwolone są łokcie oraz klincz)  Paweł „Prezes FEN” Jóźwiak –  Jacek „Muran” Murański

Zwycięstwo Prezesa FEN przez jednogłośną decyzję sędziów po 3 rundach
- Walka w kategorii open: (Boks, walka damsko-męska)  Ewa Piątkowska –  Adrian „Puszbarbie” Salwa

Zwycięstwo Piątkowskiej przez jednogłośną decyzję sędziów po 3 rundach
- Walka w kategorii ciężkiej:  Patryk „Wielki Bu” Masiak –  Łukasz Lupa

Zwycięstwo Wielkiego Bu przez poddanie (duszenie barkiem) w 2 rundzie
- Walka w kategorii ciężkiej:  Sebastian „Ztrolowany” Nowak –  Mateusz „Tarzan” Leśniak

No contest (Niedozwolone ciosy Tarzana w tył głowy Ztrolowanego) w 2 rundzie
- Walka w kategorii open:  Grzegorz „Szuli” Szulakowski –  Paweł „Trybson” Trybała

Zwycięstwo Szuliego przez TKO (ciosy w parterze z krucyfiksu) w 2 rundzie.
- Walka w kategorii średniej:  Łukasz Karpiński –  Damian „The Karpi” Kasprzak

Zwycięstwo The Karpiego przez TKO (ciosy pięściami w parterze) w 2 rundzie.
- Walka w kategorii ciężkiej: (Kick-boxing/K-1 w małych rękawicach MMA)  Kacper „Polish Machine” Miklasz –  Daniel „Hunter” Więcławski

Zwycięstwo Polish Machine przez KO (prawy sierpowy) w 1 rundzie.
- Walka w kategorii średniej:  Ronaldo „Czarny Polak” Miranda –  Tomasz Olejnik

Zwycięstwo Czarnego Polaka przez TKO (ciosy pięściami w parterze) w 1 rundzie.

### Prime 6: Premium
- Walka w kategorii ciężkiej: (Main Event, Boks w małych rękawicach MMA)  Kasjusz „Don Kasjo” Życiński –  Paweł „Księżniczka” Tyburski

Zwycięstwo Księżniczki przez TKO (niezdolność do kontynuowania walki - przerwanie przez lekarza) w 2 rundzie
- Walka w kategorii ciężkiej: (Co-Main Event, Kick-boxing/K-1 w małych rękawicach MMA) Jacek „Muran” Murański –  Maciej „Stary Wiewiór” Wiewiórka

Zwycięstwo Murana przez TKO (niezdolność do kontynuowania walki - trzykrotne liczenie po ciosach) w 1 rundzie
- Walka w kategorii ciężkiej:  Mateusz „Tarzan” Leśniak –  Adam Soroko

Zwycięstwo Tarzana przez TKO (ciosy pięściami w parterze) w 1 rundzie
- Walka w kategorii open: (Specjalne zasady: „zasady WWE”, jeśli jeden zawodnik pokona jednego z przeciwników, w klatce zostaje zawodnik z drużyny pokonanego oraz dwóch zawodników z drużyny przeciwnej, walka 1 vs. 1, z dozwoloną zmianą poprzez przybicie piątki z drugim zawodnikiem ze swojej drużyny, 2 vs. 2, bez limitu czasowego)  Dawid „Ambro” Ambroziak  Dominik Skowyra –  Grzegorz „Hellboy” Głuszcz  Alexander „The Bestia” Gross

Zwycięstwo Ambra i Skowyry przez TKO (ciosy pięściami w parterze) po 4 minutach i 27 sekundach
- Walka w kategorii półśredniej:  Michał „Bagieta 2.0” Gorzelańczyk –  Tomasz Olejnik

Zwycięstwo Bagiety 2.0 przez poddanie (dźwignia na rękę) w 1 rundzie
- Walka w kategorii open: (Boks w małych rękawicach MMA)  Grzegorz „Szuli” Szulakowski –  Rafał „Jeb” Jackiewicz

Zwycięstwo Szuliego przez jednogłośną decyzję sędziów po 3 rundach
- Walka w kategorii ciężkiej: (Boks w małych rękawicach MMA)  Maciej Rataj –  Damian „Dzik” Graf

Zwycięstwo Dzika przez TKO (niezdolność rywala do kontynuowania walki) w 1 rundzie
- Walka kobiet w kategorii muszej: (Kick-boxing/K-1)  Patrycja Izydorczyk –  Aleksandra „Ms. Danielka” Daniel

Zwycięstwo Ms. Danielki przez TKO (trzykrotne liczenie po uderzeniach i niezdolność rywalki do kontynuowania walki) w 2 rundzie
- Walka w kategorii średniej:  Damian „The Karpi” Kasprzak –  Ronaldo „Czarny Polak” Miranda

Zwycięstwo The Karpiego przez TKO (ciosy pięściami w parterze) w 1 rundzie
- Walka w kategorii ciężkiej: (Kick-boxing/K-1 w małych rękawicach MMA)  Kacper „Polish Machine” Miklasz –  Artur „Głuchy” Głuchowski

Zwycięstwo Polish Machine przez niejednogłośną decyzję sędziów po 3 rundach
- Walka w kategorii półciężkiej: (Kick-boxing/K-1 w małych rękawicach MMA)  Erwin Burzyński –  Mateusz „Mister Mati” Górski

Zwycięstwo Burzyńskiego przez TKO (liczenie po uderzeniach i niezdolność rywala do kontynuowania walki) w 1 rundzie

### Prime 7: Prezes FEN vs. Muran 2
- Walka w kategorii ciężkiej: (Main Event, Boks w małych rękawicach MMA)  Paweł „Prezes FEN” Jóźwiak –  Jacek „Muran” Murański

Zwycięstwo Murana przez niejednogłośną decyzję sędziów po 3 rundach.
- Walka w kategorii półciężkiej: (Co-Main Event)  Paweł „Trybson” Trybała –  Erko „The Bounty Hunter” Jun

Zwycięstwo The Bounty Huntera przez KO w 1. rundzie.
- Walka w kategorii open: (Boks, Bóg Estetyki miał zawalczyć ze zwycięzcą walki Bagieta 2.0 vs. Jaś Kapela. Specjalne zasady: Bagieta wygrał z Jasiem Kapelą przez jednogłośną decyzję sędziów, tym razem według wcześniej ustalonych zasad, zawalczył z Natanem w formule bokserskiej)  Natan „Bóg Estetyki” Marcoń –  Michał „Bagieta 2.0” Gorzelańczyk

Zwycięstwo Boga Estetyki przez TKO (niezdolność do kontynuowania walki - trzykrotne liczenie po ciosach) w 1. rundzie.
- Walka w kategorii open: (Finał Igrzysk Gladiatorów. Specjalne zasady: bez limitu czasowego, walka czterech, każdy na każdego, 1 vs. 1 vs. 1 vs. 1)  Adrian „Puszbarber” Salwa –  Tomasz Olejnik –  Łukasz „Magical Jr.” Malankowski –  Dawid „Harnaś” Haras

Zwycięstwo Puszbarbera po wyeliminowaniu Harnasia przez TKO (ciosy pięściami + soccer kicki) przez Olejnika po 22 sekundach, Magicala Jr. przez TKO (ciosy pieściami) po 47 sekundach i Olejnika przez TKO (poddanie po ciosach) po 53 sekundach w 1. rundzie.
- Walka kobiet w kategorii open:  Patrycja „Natalie Wayne” Przytuła –  Bernadeta „Bouncing Betty” Urbańska

Zwycięstwo Bouncing Betty przez TKO (niezdolność do kontynuowania walki - kontuzja nogi) w 1 rundzie
- Walka w kategorii lekkiej:  Michał „Bagieta 2.0” Gorzelańczyk –  Jan „Jaś Kapela” Kapela

Zwycięstwo Bagiety 2.0 przez jednogłośną decyzję sędziów po 3 rundach
- Walka w kategorii ciężkiej: (Boks w małych rękawicach MMA)  Tomasz „Chic” Galewski –  Andrzej „Żurom” Żuromski

Zwycięstwo Żuroma przez TKO (niezdolność do kontynuowania walki - kontuzja nogi) w 1 rundzie
- Walka w kategorii open: (Boks w małych rękawicach MMA, 1 vs. 2)  Patryk „Wielki Bu” Masiak –  Rafał „Rafikmen” Cheliński  Marcin Wichowski

Zwycięstwo Wielkiego Bu przez KO w 1 rundzie
- Walka w kategorii open: (Boks w małych rękawicach MMA)  Dawid „Ambro” Ambroziak –  Grzegorz „Hellboy” Głuszcz

Zwycięstwo Ambro przez jednogłośną decyzję sędziów po 3 rundach
- Walka w kategorii open:  Michał Cichy –  Marek „Kirimasu” Jówko

Zwycięstwo Cichego przez TKO (ciosy pięściami) w 1 rundzie
- Walka w kategorii open: (Półfinały Igrzysk Gladiatorów. Specjalne zasady: 2 walki 2x2, bez limitu czasowego, brak przypisanych przeciwników, możliwość atakowania 2 na 1, zwycięska para awansuje do finału)  Łukasz „Magical Jr.” Malankowski  Dawid „Harnaś” Haras –  Jakub Lasik  Ronaldo „Czarny Polak” Miranda

Zwycięstwo Harnasia z Lasikiem przez TKO (ciosy pięściami w parterze) po 2 minutach i 23 sekundach
Zwycięstwo Magicala Jr. z Czarnym Polakiem przez TKO (ciosy pięściami w parterze) w 1 rundzie po 4 minutach i 22 sekundach
- Walka w kategorii open: (Półfinały Igrzysk Gladiatorów. Specjalne zasady: 2 walki 2x2, bez limitu czasowego, brak przypisanych przeciwników, możliwość atakowania 2 na 1, zwycięska para awansuje do finału)   Adrian „Puszbarber” Salwa  Tomasz Olejnik –  Hubert „Dredziasty” Węzka  Maciej „Stary Wiewiór” Wiewiórka

Zwycięstwo Olejnika przez TKO (ciosy pięściami w parterze) po 1 minucie w 1 rundzie ze Starym Wiewiórem
Zwycięstwo Puszbarbera z Dredziastym przez poddanie (dźwignia na rękę) w 1 rundzie po 3 minutach i 22 sekundach

### Prime 8: Zadyma 2.0
- Walka w kategorii open: (Boks, Main Event)  Kasjusz „Don Kasjo” Życiński –  Arkadiusz Tańcula

Zwycięstwo Don Kasjo przez jednogłośną decyzję sędziów po 4 rundach
- Walka w kategorii open: (Kick-boxing/K-1, Co-Main Event)  Michał „Bagieta 2.0” Gorzelańczyk –  Dariusz „Daro Lew” Kaźmierczuk

Zwycięstwo Dara Lwa przez KO (backfist) w 1 rundzie
- Walka w kategorii ciężkiej: (Kick-boxing/K-1 w małych rękawicach MMA)  Paweł „Prezes” Jóźwiak –  Jakub „Japczan” Piotrowicz

Zwycięstwo Prezesa przez TKO (niezdolność do kontynuowania walki po pierwszym nokdaunie) w 3 rundzie
- Walka w kategorii open: (Finał II Igrzysk Gladiatorów. Walka czterech na raz, każdy na każdego: 1 vs. 1 vs. 1 vs. 1. Specjalne zasady: boks w małych rękawicach MMA, bez limitu czasowego, brak przypisanych przeciwników, możliwość dobijania, można atakować w 3 na 1)  Ronaldo „Czarny Polak” Miranda –  Hubert „Dredziasty” Węzka –  Rafał Pazik –  Maciej „Wujek Samo Zło” Gnatowski

Zwycięstwo Pazika po wyeliminowaniu Dredziastego przez dyskwalifikację (cios w parterze) po 43 sekundach walki z Wujkiem Samo Zło, Czarnego Polaka przez TKO (trzy nokdauny) po 5 minutach i 2 sekundach walki i Wujka Samo Zło przez TKO (rezygnacja z kontynuowania walki po nokdaunie) po 5 minutach i 32 sekundach walki w 1 rundzie
- Walka w kategorii półśredniej: (Specjalne zasady: 1 runda MMA, 2 runda Kick-boxing/K-1 w małych rękawicach, 3 runda MMA)  Jakub „Paramaxil” Frączek –  Tomasz Olejnik

Zwycięstwo Paramaxila przez TKO (ciosy pięściami w parterze) w 1 rundzie
- Walka w kategorii open: (Specjalne zasady: 1 runda MMA, 2 runda Kick-boxing/K-1 w małych rękawicach, 3 runda MMA)  Maciej „Kaczor BRS” Kaczmar –  Jan „Jaś Kapela” Kapela

Zwycięstwo Kaczora BRS przez TKO (niezdolność do kontynuowania walki po drugim nokdaunie i kopnięcie kolanem) w 2 rundzie
- Walka w kategorii półśredniej:  Dominik Skowyra –  Krystian „Krycha” Wilczak

Zwycięstwo Skowyry przez jednogłośną decyzję sędziów po 3 rundach
- Walka kobiet w kategorii open: (Kick-boxing/K-1 w małych rękawicach MMA, 2 vs. 2)  Aleksandra „Ms. Danielka” Daniel  Sandra Smoroń –  Paulina Porzucek  Klaudia Szponar

Zwycięstwo Ms. Danielki i Smoroń przez TKO w 1 rundzie
- Walka w kategorii open: (Boks w małych rękawicach MMA, Specjalne zasady: bez limitu czasowego, bez limitu nokadunów. Kolar może walczyć używając tylko prawej ręki, natomiast lewą ma przywiązana do ciała)  Przemysław „Kolar” Kolarczyk –  Jakub Lasik

Zwycięstwo Kolara przez TKO (niezdolność do kontynuowania walki po czwartym nokdaunie) po 2 minutach i 27 sekundach walki w 1 rundzie
- Walka w umownym limicie -95 kg: (Kick-boxing/K-1 w małych rękawicach MMA)  Damian „Dzik” Graf –  Tomasz „Chic” Galewski

Zwycięstwo Dzika przez TKO (rezygnacja, niezdolność rywala do kontynuowania walki) w 2 rundzie
- Walka kobiet w kategorii open: (Kick-boxing/K-1 w małych rękawicach MMA)  Katarzyna „Zajaffka” Kubiak –  Wioletta „Wiolka” Kotelecka

Zwycięstwo Zajaffki przez jednogłośną decyzję sędziów po 3 rundach
- Walka w kategorii open: (Półfinały II igrzysk gladiatorów, Boks w małych rękawicach MMA, 2 walki 2vs2, Specjalne zasady: bez limitu czasowego, brak przypisanych przeciwników, możliwość atakowania 2vs1, zwycięska para awansuje do finału)   Łukasz „Kamerzysta” Wawrzyniak  Łukasz „Magical Jr.” Malankowski –  Rafał Pazik  Maciej „Wujek Samo Zło” Gnatowski

Zwycięstwo Pazika przez TKO (dwa nokdauny i kontuzja) po 1 minucie i 7 sekundach walki z Kamerzystą
Zwycięstwo Wujka Samo Zło przez TKO (dwa nokdauny) po 3 minutach i 25 sekundach z Magicalem Jr. w 1 rundzie
- Walka w kategorii open: (Półfinały II igrzysk gladiatorów, Boks w małych rękawicach MMA, 2 walki 2vs2, Specjalne zasady: bez limitu czasowego, brak przypisanych przeciwników, możliwość atakowania 2vs1, zwycięska para awansuje do finału)  Marek „Kirimasu” Jówko  Patryk „Robalini” Śliwa –  Ronaldo „Czarny Polak” Miranda  Hubert „Dredziasty” Węzka

Zwycięstwo Czarnego Polaka przez TKO (trzy nokdauny) po 1 minucie i 55 sekundach walki w 1 rundzie z Kirimasu
Zwycięstwo Dredziastego przez dyskwalifikację (kopnięcie) po 1 minucie i 55 sekundach walki w 1 rundzie z Robalinim

### Prime 9: Magical vs. Kraken
- Walka w kategorii ciężkiej: (Main Event, Boks w małych rękawicach MMA)  Daniel „Magical” Zwierzyński –  Natan „Kraken” Marcoń

Zwycięstwo Krakena przez TKO (rezygnacja) po 1 rundzie
- Walka w kategorii średniej: (Co-Main Event, Kick-boxing/K-1 w małych rękawicach MMA)  Maciej „Kaczor BRS” Kaczmar –  Marcin „Rafonix” Krasucki

Zwycięstwo Kaczora BRS przez TKO (niskie kopnięcia) w 3 rundzie
- Walka w kategorii średniej:  Kamil „Taazy” Mataczyński –  Robert „Sutonator” Pasut

Zwycięstwo Taazy'ego przez jednogłośną decyzję sędziów po 3 rundach
- Walka kobiet w kategorii open: (Kick-boxing/K-1)  Małgorzata „Gocha” Zwierzyńska –  Aneta „Mama Mopsa” Bronowicz

Zwycięstwo Gochy przez jednogłośną decyzję sędziów po 3 rundach
- Walka w umownym limicie -80 kg: (Boks w małych rękawiach MMA)  Jakub „Paramaxil” Frączek –  Mateusz „Mavs” Szczypior

Zwycięstwo Mavsa przez KO (prawy sierpowy) w 1 rundzie
- Walka kobiet w umownym limicie -80 kg: (Gołe pięści, Specjalne zasady: 1 runda Boks, 2 runda Kick-boxing/K-1, 3 runda Boks)  Katarzyna „Laluna” Alexander –  Wioletta „Wiolka” Kotelecka

Zwycięstwo Laluny przez jednogłośną decyzję sędziów po 3 rundach
- Walka w kategorii open: (Półfinały turnieju, Kick-boxing/K-1 w małych rękawicach MMA, Specjalne zasady: 1x3 minutowa runda)  Patryk „Irion” Pieńczykowski –  Damian „The Karpi” Kasprzak

Zwycięstwo The Karpiego przez jednogłośną decyzję sędziów po 1 rundzie
- Walka w kategorii open: (Półfinały turnieju, Kick-boxing/K-1 w małych rękawicach MMA, Specjalne zasady: 1x3 minutowa runda)  Mateusz „Mister Matii” Górski –  Ronaldo „Czarny Polak” Miranda

Zwycięstwo Mister Matiego przez TKO (rezygnacja) w 1 rundzie
- Walka kobiet w kategorii koguciej: (Kick-boxing/K-1 w małych rękawicach MMA)  Ewa „Kleo” Brodnicka –  Karolina „Zupeczka” Gackowska

Zwycięstwo Zupeczki przez jednogłośną decyzję sędziów po 3 rundach
- Walka w kategorii półciężkiej: (Kick-boxing/K-1 w małych rękawicach MMA)  Łukasz „Magical Jr.” Malankowski –  Mateusz „Mati MMA” Szczepaniak

Zwycięstwo Matiego MMA przez KO (ciosy pięściami) w 3 rundzie
- Walka w kategorii open: (Ćwierćfinały turnieju, Kick-boxing/K-1 w małych rękawicach MMA, Specjalne zasady: 1x3 minutowa runda)  Dawid "Ambro" Ambroziak –  Damian „The Karpi” Kasprzak

Zwycięstwo The Karpiego przez KO (cios) w 1 rundzie
- Walka w umownym limicie -90 kg: (Kick-boxing/K-1 w małych rękawicach MMA)  Erwin Burzyński –  Jakub „Jay” Wiśniewski

Zwycięstwo Erwina przez TKO (przerwanie przez lekarza) w 2 rundzie

### Prime 10: Rafonix vs. Magical 2
- Walka w kategorii open: (Boks w małych rękawicach MMA, Main Event)  Marcin „Rafonix” Krasucki –  Daniel „Magical” Zwierzyński

Zwycięstwo Magicala przez TKO (rezygnacja - kontuzja barku Rafonixa) po 1 rundzie
- Walka o „pas Króla” w kategorii półciężkiej: (Boks w meksykańskich rękawicach, Co-Main Event)  Kasjusz „Don Kasjo” Życiński –  Kamil „Taazy” Mataczyński

Zwycięstwo Taazy'ego przez jednogłośną decyzję sędziów po 5 dogrywkowej rundzie (po 4 rundach sędziowie ogłosili remis, więc doszło do dogrywki)
- Walka w kategorii półciężkiej: (Specjalne zasady: Kick-boxing/K-1 w małych rękawicach MMA i 15 sekund w parterze walki MMA)  Alan „Alanik” Kwieciński –  Bartosz Szachta

Zwycięstwo Alanika przez techniczne poddanie (duszenie zza pleców) w 1 rundzie
- Walka kobiet w kategorii open: (Kick-boxing/K-1 w małych rękawicach MMA)   Marianna Schreiber –  Małgorzata „Gocha” Zwierzyńska

Zwycięstwo Schreiber przez dyskwalifikację (z narożnika „Gochy" poleciała butelka w stronę Schreiber) w 1 rudzie
- Walka w kategorii open: (Boks w małych rękawicach MMA)  Adrian „The Joker” Cios –  Fliip „Filipek” Marcinek

Zwycięstwo Filipka przez jednogłośną decyzję sędziów po 3 rundach
- Walka w kategorii średniej: (Boks w małych rękawicach MMA)  Dominik „Japoński Drwal” Zadora –  Krzysztof „Żołnierz” Ryta

Zwycięstwo Żołnierza przez techniczną decyzję niejednogłośną sędziów (Zadora sfaulfował Rytę łokciem w tył głowy oraz został odjęty mu 1 punkt, po czym sędziowie podliczyli wszystkie punkty) w 3 rundzie
- Walka w kategorii open: (Specjalne zasady: walka tzw. „Royal Rumble”, 5 zawodników na raz w oktagonie, każdy na każdego, bez limitu czasowego, walka zaczyna się od formuły K-1, natomiast finał pomiędzy ostatnią dwojką odbywa się w MMA)  Michał „Bagieta” Gorzelańczyk –  Marek „Kirimasu" Jówko –  Daniel „Dags” Szwaba –  Hubert Dajczman –  Bartosz „Noras” Iwanowski

Zwycięstwo Dagsa przez wyeliminowanie Kirimasu przez TKO (kolano) po 2 minutach walki, Norasa przez TKO (rezygnacja) po 5 minutach walki, Bagiety przez TKO (niezdolność do kontynuowania walki) po 12 minutach walki, oraz Dajczmana przez TKO (ciosy pięściami w parterze) po 14 minutach 1 rundy
- Walka kobiet w umownym limicie -64 kg: (Kick-boxing/K-1 w małych rękawicach MMA)  Jessica Kusz –  Anna „Ania IFBB PRO” Andrzejewska

Zwycięstwo Kusz przez TKO (niezdolność do kontynuowania walki po 2 nokdaunie) w 2 rundzie
- Walka w kategorii średniej:  Piotr Strus –  Cezary Oleksiejczuk

Zwycięstwo Oleksiejczuka przez TKO (ciosy pięściami w parterze) w 1 rundzie
- Walka w kategorii open: (Finał turnieju z gali Prime 9, Kick-boxing/K-1 w małych rękawicach MMA, Specjalne zasady: 1x3 minutowa runda)  Mateusz „Mister Matii” Górski –  Damian „The Karpi” Kasprzak

Zwycięstwo The Karpiego przez TKO (ciosy pięściami w parterze) w 1 rundzie

### Prime 11: Don Kasjo vs. Polish Zombie 2
- Walka w kategorii ciężkiej: (Boks, Main Event)  Kasjusz „Don Kasjo” Życiński –  Marcin „The Polish Zombie” Wrzosek

Zwycięstwo Polish Zombie przez jednogłośną decyzję sędziów po 3 rundach
- Walka w kategorii ciężkiej: (Boks w małych rękawicach MMA, Co-Main Event)  Arkadiusz Tańcula –  Paweł „Prezes” Jóźwiak

Zwycięstwo Tańculi przez jednogłośną decyzję sędziów po 3 rundach
- Walka w kategorii średniej: (1 vs 2, Specjalne zasady: Ryta i Murański zmieniają się co runde po 2 minutach rundy Murański wchodzi na minute zamiast Ryty, Boks w małych rękawicach MMA)  Dominik „Japoński Drwal” Zadora –  Krzysztof „Żołnierz” Ryta  Jacek „Dr. Hannibal Lecter” Murański

Zwycięstwo Japońskiego Drwala przez jednogłośną decyzję sędziów po 3 rundach
- Walka w kategorii półciężkiej: (Kick-boxing/K-1 w małych rękawicach MMA, Specjalne zasady: dozwolone łokcie oraz uderzenia głową)  Adam Soroko –  Bartosz Szachta

Zwycięstwo Szachty przez KO (lewy sierpowy) w 1 rundzie
- Walka w kategorii open: (2 vs 1)  Jan „Jaś” Kapela  Patryk „Robalini” Śliwa –  Daniel „Dags” Szwaba

Zwycięstwo Jasia Kapeli i Robaliniego przez TKO (ciosy pięściami w parterze) w 1 rundzie
- Walka kobiet w kategorii open: (Boks w małych rękawicach MMA, 2 vs. 1)   Karolina Porzucek  Paulina Porzucek –  Ewa „Kleo” Brodnicka

Zwycięstwo Kleo przez jednogłośną decyzję sędziów
- Walka kobiet w kategorii open:  Magdalena Łoskot –  Karolina „Stwoichs” Dziak

Zwycięstwo Stwoichs przez TKO (ciosy pięściami w parterze) w 1 rundzie
- Walka w kategorii półciężkiej: (Kick-boxing/K-1 w małych rękawicach MMA)   Patryk „Black Panther” Akinyeye –  Jarosław „Ninja” Sobonkiewicz

Zwycięstwo Black Panthera przez KO (lewy prosty) w 1 rundzie
- Walka w kategorii ciężkiej: (Boks w rękawicach do MMA)  Mateusz „Mavs” Szczypior –  Grzegorz „Hellboy” Głuszcz

Zwycięstwo Hellboya przez KO (prawy sierpowy) w 3 rundzie
- Walka w kategorii półciężkiej : (Boks w  małych rękawicach MMA)  Marcin „Cyborg” Naruszczka –  Cezary Oleksiejczuk

Zwycięstwo Oleksiejczuka przez TKO (trzy nokdauny) w 1 rundzie

### Prime 12: Muran vs. Kraken
- Walka w kategorii ciężkiej: (Main Event, Specjalne zasady: Dirty Street Boxing, dozwolone uderzenia łokciami oraz głową w klinczu)  Jacek „Muran” Murański –  Natan „Kraken” Marcoń

Zwycięstwo Krakena przez niejednogłośną decyzję sędziów po 3 rundach
- Walka kategorii/umownym limicie: (Co-Main Event, 1 vs 12, Specjalne zasady: Kick-boxing/K-1 w małych rękawicach MMA, Taazy Challenge, co rundę do Taazy'ego wychodzi 2 zawodników)  Kamil „Taazy” Mataczyński –  Igor „Igosiek” Jarzębiński  Klaudiusz „Broklyn” Jóźwiak  Maciej „Pele” Pelechacz  Krzysztof „Volenurbex” Ordoń  Sebastian „Dżumandżi” Kozłowski  Eryk „Eros” Piłat  Patrick „Witer” Viteretti  Paweł „Moorik” Moryc  Patryk „Arioch” Buśka  Piotr „Kurier Kaziu” Zimnocha  Rafał „Sogods” Wachoński  Eryk „Tymek” Tymczewski

Zwycięstwo Taazy'ego przez przetrwanie 12 rywali
- Walka w kategorii open: (Co-Main Event, Specjalne zasady: Maksymalnie 15 sekund parteru)  Adrian „The Joker” Cios –  Paweł „Prezes” Jóźwiak

Zwycięstwo Prezesa przez niejednogłośną decyzję sędziów po 3 rundach
- Walka kobiet w kategorii open: (2 vs. 2)  Karolina Porzucek  Paulina Porzucek –  Marianna Schreiber  Patrycja „Mała Czarna” Hefka

Zwycięstwo Pauliny i Karoliny Porzucek przez dyskwalifikacje (ciosy w tył głowy) ze Schreiber w 3 rundzie i przez TKO (przerwanie przez lekarza) z Małą Czarną w 4 rundzie
- Walka w kategorii open: (Kick-boxing/K-1 w małych rękawicach MMA)  Jakub „Ajemge1” Wtykło –  Michał „Bagietka” Gorzelańczyk

Zwycięstwo Bagietki przez jednogłośną decyzję sędziów po 3 rundach
- Walka w kategorii open:  Jan „Jaś Kapela” Kapela –  Dorian „Ali5cali” Jach-Bluma

Zwycięstwo Aliego przez jednogłośną decyzję sędziów po 3 rundach
- Walka w kategorii open: (Boks na gołe pięści)  Grzegorz „Hellboy” Głuszcz –  Mateusz „Owca” Horodecki

Zwycięstwo Hellboya przez TKO (rezygnacja) w 2 rundzie
- Walka w kategorii open:  Łukasz „Lukas” Bielon –  Damian „Ważka G21” Kubiszewski

Zwycięstwo Lukasa przez TKO (lewy prosty + ciosy pięściami w parterze) w 1 rundzie
- Walka w umownym limicie -80 kg: (Boks w małych rękawiach MMA, Specjalne zasady: Walka trzech na raz, każdy na każdego 1vs.1vs.1, Bez limitu nokdaunów, bez limitu czasowego, zawodnicy zmieniają się co minutę, pierwsza rudna trwa dopóki nie odpadnie jeden zawodnik, zaś durga do momentu nokautu na jednym z dwójki pozostałych)  Robert Karaś –  Mateusz „Himi” Hetnar –  Mateusz „Mister Matii” Górski

Zwycięstwo Karasia przez TKO (cios na korpus) po 11 minutach z Himim oraz przez TKO (niezdolność do kontynuowania walki po trzecim nokdaunie) po 17 minutach z Mister Matim
- Walka w kategorii półciężkiej:  Jarosław „Ninja Jarek” Sobonkiewicz –  Adam Soroko

Zwycięstwo Ninja Jarka przez TKO (kontuzja stopy) w 1 rundzie

### Prime 13: Taazy vs. Tańcula
- Walka o pas „Króla” w kategorii półciężkiej: (Main Event)  Kamil „Taazy” Mataczyński –  Arkadiusz Tańcula

Zwycięstwo Taazy'ego przez poddanie (duszenie zza pleców) w 3 rundzie
- Walka w kategorii piórkowej: (Co-Main Event, Boks w małych rękawicach MMA)  Paweł „Dalton” Dawidowicz –  Marek „Kirimasu” Jówko

Zwycięstwo Daltona przez TKO (trzy nokdauny) w 2 rundzie
- Walka w kategorii open: (Boks w małych rękawicach MMA, 1 vs. 2)  Wojciech „Kazik Klimat Kartel” Ochnicki –  Dorian „Ali5cali” Jach-Bluma  Daniel „Dags” Szwaba

Zwycięstwo Aliego i Dagsa przez TKO (rezygnacja Kazika z kontynuowania walki po pierwszym nokdaunie) w 2 rundzie
- Walka w kategorii open: (Finał turnieju, 2 vs. 2, Bez limitu czasowego)  Mateusz „Mati” Szczepaniak  Wiktor Świder –  Oskar „Duży Tommy” Tomeczkowski –  Szymon „Czeszczu” Czeszczewicz

Zwycięstwo Matiego i Świdera przez KO (prawy sierpowy) po 2 minutach z Dużym Tommy’m  oraz TKO (kontuzja nogi po niskim kopnięciu) z Czeszczem po 2 minutach i 15 sekundach w 1 rundzie
- Walka w kategorii ciężkiej: (Boks w małych rękawicach MMA)  Damian „Ważka G21” Kubiszewski  –  Paweł „Prezes” Jóźwiak

Zwycięstwo Prezesa przez jednogłośną decyzję sędziów po 3 rundach
- Walka kobiet w kategorii open: (Boks w małych rękawicach MMA, 4 vs. 2)  Nikolina „Habibiniki” Hołowicz  Wanessa „Maria Gail” Tulej  Wiktoria Borkowska  Emilia Szymańska –   Ewa „Kleo” Brodnicka  Katarzyna „Laluna” Alexander

Zwycięstwo Kleo i Laluny przez TKO (niezdolność do kontynuowania walki) w 1 rundzie z Marią Gail, Borkowską i Szymańską oraz przez TKO (trzy nokdauny) w 2 rundzie z Habibiniki
- Walka w kategorii open: (Specjalne zasady: „No Rules”: Dozwolone stompy, soccer kicki oraz łokcie)  Patryk „Vitter” Viteretti –  Filip „Janik” Janicki

Zwycięstwo Janika przez TKO (trzykrotne liczenie po ciosach) w 1 rundzie
- Walka w kategorii open: (Półfinał turnieju, 2 vs 2, Bez limitu czasowego)  Szymon "Piekosz" Szykulski  Jakub "Mezo" Kacperek –  Wiktor Świder  Mateusz "Mati" Szczepaniak

Zwycięstwo Matiego i Świdera przez TKO (rezygnacja) po 1 minucie i 30 sekundach z Mezo oraz TKO (cztery nokaduny) po 1 minucie i 58 sekundach z Piekorzem w 1 rundzie
- Walka w kategorii średniej: (Boks w rękawicach MMA, Specjalne zasady: „Trójkąt Bermudzki”, Walka trzech zawodników na raz, każdy na każdego 1 vs. 1 vs. 1, Bez limitu czasowego)  Krzysztof „Żołnierz” Ryta –  Błażej „Bambo” Bahar –  Dominik „Japoński Drwal” Zadora

No contest między Rytą a Zadorą (zawodnicy w tym samym czasie poddali walkę) po 15 minutach w 2 rundzie oraz TKO (prawy sierpowy+ niezdolność do kontynuowania walki) po 6 minutach w 1 rundzie z Bambo
- Walka w kategorii open: (Półfinał turnieju, 2 vs 2)  Patryk „Szafir” Strzelczyk  Patryk "Deno" Markiewicz –  Oskar "Duży Tommy" Tomeczkowski  Szymon "Czeszczu" Czeszczewicz

Zwycięstwo Dużego Tommy’ego i Czeszcza przez TKO (niezdolność obydwu przeciwników do kontynuowania walki) po 2 minutach i 22 sekundach w 1 rundzie

### Prime 14: Nowe rozdanie
- Walka w kategorii:  TBA –  TBA
- Walka w kategorii:  TBA –  TBA
- Walka w kategorii:  TBA –  TBA
- Walka w kategorii:  TBA –  TBA
- Walka w kategorii:  TBA –  TBA
- Walka w kategorii:  TBA –  TBA
- Walka w kategorii:  TBA –  TBA
- Walka w kategorii:  TBA –  TBA
- Walka w kategorii:  TBA –  TBA

## Wyniki turnieju Short Prime MMA

### Short Prime MMA 1
- Walka w kategorii ciężkiej: (Main Event, Superfight)  Kacper „Polish Machine” Miklasz –  Marcin „Sołtys” Szołtysik

Zwycięstwo Polish Machine’a przez TKO (ciosy pięściami w parterze) w 1 rundzie
- Walka w kategorii open: (1/16 finału turnieju) Krystian „Kryształ” Bator –  Robert „Robson” Krzemiński

Zwycięstwo Kryształa przez jednogłośną decyzję sędziów
- Walka w kategorii open: (1/16 finału turnieju) Dariusz „Diskret” Nowak –   Kamil „Rympał” Konarzewski

Zwycięstwo Diskreta przez jednogłośną decyzję sędziów
- Walka w kategorii open: (1/16 finału turnieju)Damian „Kakiet” Kakietek –  Olaf „Stechu” Sztechmiler

Zwycięstwo Kakieta przez jednogłośną decyzję sędziów
- Walka w kategorii open: (1/16 finału turnieju)

Daniel Lichoń – Daniel „Dżentelmen” Suchożebrski
Zwycięstwo Lichonia przez TKO (zatrzymanie lekarza) w 1 rundzie
- Walka w kategorii open: (1/16 finału turnieju)

Marcin Szymański – Mateusz „Mefjuu” Chraboła
Zwycięstwo Szymańskiego przez TKO (niezdolność do kontynuowania walki) w 1 rundzie
- Walka w kategorii open: (1/16 finału turnieju)

Arkadiusz Kolus –  Antoni Walczak 
Zwycięstwo Kolusa przez jednogłośną decyzję sędziów
- Walka w kategorii open: (1/16 finału turnieju)

Szymon Nawotka –  Krystian „Krycha” Zaręba 
Zwycięstwo Nawotki przez jednogłośną decyzję sędziów
- Walka w kategorii open: (1/16 finału turnieju)

Adam Filipski – Arkadiusz „Jagiel” Jagielski
Zwycięstwo Filipskiego przez niejednogłośną decyzję sędziów
- Walka w kategorii open: (1/16 finału turnieju)

Dawid „Tomczolidow” Tomczyk –  Oleg „Mikser” Tretiakov 
Zwycięstwo Tomczolidowa przez walkower (przeciwnik nie został dopuszczony do walki przez lekarzy)
- Walka w kategorii open: (1/16 finału turnieju)

Jakub „Bosmen” Marciński –  Artur „Samson” Michalik
Zwycięstwo Bosmena przez TKO (cios) w 1 rundzie
- Walka w kategorii open: (1/16 finału turnieju)

Kacper „Pruszyn” Pruszyński – Mateusz „Macu”  Maciejczym 
Zwycięstwo Pruszyna przez TKO w 1 rundzie
- Walka w kategorii open: (1/16 finału turnieju)

Dominik „Mrozik”  Mróz –  Arkadiusz „FreakBoy” Kaźmierczak
Zwycięstwo Freakboya przez jednogłośną decyzję sędziów
- Walka w kategorii open: (1/16 finału turnieju)

Dawid „Hasik” Krysiak –  Denis „Alvin” Korolewicz 
Zwycięstwo Hasika przez TKO w 1 rundzie
- Walka w kategorii open: (1/16 finału turnieju)

Jakub Ciesielka –  Mateusza „Zajc” Zając
Zwycięstwo Ciesielki przez TKO w 1 rundzie
- Walka w kategorii open: (1/16 finału turnieju)

Eryk Szot –  Dominik Kaźmierczak
Zwycięstwo Szota przez niejednogłośną decyzję sędziów
- Walka w kategorii open: (1/8 finału turnieju)

Dariusz „Diskret” Nowak – Krystian „Kryształ” Bator
Zwycięstwo Diskreta przez TKO w 1 rundzie
- Walka w kategorii open: (1/8 finału turnieju)

Damian „Kakiet” Kakietek –  Marcin Szymański
Zwycięstwo Kakieta przez jednogłośną decyzję sędziów
- Walka w kategorii open: (1/8 finału turnieju)

Szymon Nawotka –  Arkadiusz Kolus 
Zwycięstwo Nawotki przez TKO w 1 rundzie
- Walka w kategorii open: (1/8 finału turnieju)

Dawid „Tomczolidov” Tomczyk –  Arkadiusz  „Jagiel” Jagielski
Zwycięstwo Tomczolidova przez jednogłośną decyzję sędziów
- Walka w kategorii open: (1/8 finału turnieju)

Jakub „Bosmen” Marciński –  Kacper „Pruszyn” Pruszyński 
Dawid HASIK Krysiak pokonał Arkadiusza FREAKBOYA Kaźmierczaka przez decyzję 3-0
Kuba Ciesielka pokonał Antoniego Walczaka przez TKO
Eryk Szot pokonał Mateusza ZAJCA Zająca przez TKO
RUNDA 3
Dariusz DISKRET Nowak pokonał Marcina DREDA Szymańskiego przez TKO
Szymon Nawotka pokonał Dawida TOMCZOLIDOVA Tomczyka
Dawid HASIK Krysiak pokonał Jakuba BOSMEN Marcińskiego przez decyzję 3-0
Kuba KAŁACH Ciesielka pokonał Arkadiusza JAGIELA Jagielskiego przez TKO
PÓŁFINAŁ
Dawid HASIK Krysiak pokonał Szymona Nawotkę przez decyzję 3-0
Kuba KAŁACH Ciesielka pokonał Jakuba BOSMENA Marcińskiego przez nokaut
FINAŁ

## Skład
| Aktualni członkowie                                                                                        | Funkcja                            | Dawni członkowie |
| --- | ---------------------------------- | --- |
| - Kasjusz „Don Kasjo” Życiński                                                                             | Twarz federacji                    | – |
| - Tomasz Bezrąk                                                                                            | Prezes                             | – |
| - Bartosz Szuba - Kamil Birka                                                                              | Udziałowcy                         | – |
| - Patryk Trzaska                                                                                           | Ring announcer                     | - Michał Waleszczyński-Lis - Andrzej Gliniak |
| - Kasjusz „Don Kasjo” Życiński - Michał Rogoziński - Łukasz „AntyFakty” Ekiert - Arkadiusz „Pan” Pawłowski | Prowadzący konferencje             | - Wojciech „PapiTV” Scheffs - Dominik Abus - Konrad Karwat - Adrian Węgierski - Artur Przybysz - Jonasz „Yonaszek” Jóska - Daniel „DeeJayPallaside” Pawlak - Michał Cichy - Marek „Kirimasu” Jówko - Magdalena „Maluba” Lubacz |
| - Tomasz Majewski - Bartłomiej „Clark Kent” Gładkowicz - Artur „Kornik” Sowiński - Adrian „Medusa” Salamon | Komentatorzy                       | - Paweł „Trybson” Trybała - Marcin „Polish Zombie” Wrzosek - Maciej „Irokez” Jewtuszko - Patryk „Black Panther” Akinyeye |
| - Michał Rogoziński                                                                                        | Prowadzący studio                  | - Konrad Karwat - Filip Lewandowski - Michał Cichy - Daniel „DeeJayPallaside” Pawlak |
| - Michał Rogoziński - Jakub Kulig                                                                          | Prowadzący program ”Zadyma”        | - Konrad Karwat - Ernest „Red” Ivanda - Jonasz „Yonaszek” Jóska - Artur Przybysz - Michał Cichy - Marek „Kirimasu” Jówko - Magdalena „Maluba” Lubacz - Kasjusz „Don Kasjo” Życiński                                            |
| - Magdalena „Maluba” Lubacz                                                                                | Prowadząca program ”Cringe Room”   | – |
| - Adrian Węgierski - Patryk Trzaska                                                                        | Prowadzący ważenie i media trening | - Michał Waleszczyński-Lis - Michał Cichy - Kasjusz „Don Kasjo” Życiński |
| - Adrian Węgierski                                                                                         | Wywiady po walkach                 | – |
| - Piotr Michalak                                                                                           | Sędzia główny                      | – |

## Sponsorzy
| Sponsor                                              | Praca               | Początek współpracy | Koniec współpracy |
| ---------------------------------------------------- | ------------------- | ------------------- | ----------------- |
| Stream Online                                        | Partner transmisji  | 2022                | -                 |
| Totalbet                                             | Bukmacher           | 2024                |                   |
| BetFan                                               | Bukmacher           | 2025                |                   |
| Betclic                                              | Bukmacher           | 2025                |                   |
| Fortuna                                              | Bukmacher           | 2022                |                   |
| Praise The Wear                                      | Partner techniczny  | 2022                | 2022              |
| YouWear                                              | Partner techniczny  | 2022                | 2023              |
| Środowisko Miejskie                                  | Partner techniczny  | 2022                | -                 |
| Masters Fight Equipment                              | Partner techniczny  | 2022                | ?                 |
| Force                                                | Partner techniczny  | 2022                | -                 |
| WP Pilot                                             | Patron mediowy      | 2022                | 2023              |
| Super Express                                        | Patron mediowy      | 2022                | -                 |
| Pyszna Fabryka                                       | Partner dietetyczny | 2022                | -                 |
| Hotpay                                               | Operator płatności  | 2022                | -                 |
| Rehabilitacja i Medycyna pourazowa Andrzej Czyżewski | Partner medyczny    | 2023                | -                 |
| D.S Fokus                                            | Firma ochroniarska  | 2023                | 2024              |
| Generalis Group                                      | Firma ochroniarska  | 2024                | -                 |
| Men Island                                           | Inne                | 2023                | 2024              |
| Musclegraphy Nutrition                               | Inne                | 2023                | -                 |
| Game                                                 | Inne                | 2022                | ?                 |
| Zoodoptuj.pl                                         | Inne                | 2022                | 2024              |
| Eventim                                              | Inne                | 2021                | -                 |